# Ray Barrett
Ray Barrett (* 2. Mai 1927 in Brisbane, Queensland; † 8. September 2009 in Gold Coast, Queensland), eigentlich Raymond Charles Barrett, war ein australischer Schauspieler und Synchronsprecher.

## Leben
Barrett besuchte die High School in Brisbane und studierte Musik und Vortragskunst. 1954 zog er nach Sydney, wo er seine erste Filmrolle hatte und als einer der ersten Schauspieler von der neu gegründeten Drama-Abteilung der ABC unter Vertrag genommen wurde. 1957 zog er nach England, wo er neben Gastrollen in verschiedenen britischen Fernsehserien sowie  eine wiederkehrende Rolle in der Serie Ghost Squad hatte. Ab Mitte der 1960er Jahre begann seine Zusammenarbeit mit Gerry Anderson. Zunächst sprach er Commander Sam Shore in der Marionettenserie Stingray, und zwischen 1965 und 1966 John Tracy in der Serie Thunderbirds.
Zwischen 1965 und 1972 spielte er eine der Hauptrollen in der Serie The Troubleshooters. Mitte der 1970er Jahre zog er zurück nach Australien und wirkte dort in verschiedenen Film- und Fernsehproduktionen mit. Er war mehrfach für den AFI Award des Australian Film Institute nominiert, den er zweimal gewinnen konnte. 2005 wurde er schließlich mit dem Life Achievement Award ausgezeichnet. Seine letzte Rolle spielte er 2008 in Australia an der Seite von Hugh Jackman und Nicole Kidman.
Barrett war in zweiter Ehe verheiratet und hatte zwei Kinder.

## Filmografie (Auswahl)
- 1955: Verzweifelte Frauen (The Desperate Women)
- 1960: Der endlose Horizont (The Sundowners)
- 1963–1964: Ghost Squad
- 1963: Mit Schirm, Charme und Melone (The Avengers)
- 1963: Sergeant Fraser (To Have and to Hold)
- 1964: Simon Templar
- 1964–1965: Stingray
- 1965–1972: The Troubleshooters
- 1965: Luther
- 1965: Doctor Who
- 1965–1966: Thunderbirds
- 1966: Das schwarze Reptil (The Reptile)
- 1974: Black Beauty
- 1977: Das Gold der Wüste (Golden Soak)
- 1978: Die Ballade von Jimmie Blacksmith (The Chant of Jimmie Blacksmith)
- 1980: Wildes weites Land (The Timeless Land)
- 1982: Ein explosiver Sommer (A Dangerous Summer)
- 1984: Wo die grünen Ameisen träumen (Where the Green Ants Dream)
- 1986: Die fliegenden Ärzte (The Flying Doctors)
- 1988: As Time goes by – Bogarts Bar kehrt zurück (As Time Goes by)
- 1990: Blutiger Schwur
- 1994: Land hinter dem Regenbogen (No Worries)
- 1997: Paradies in Flammen (Heaven's Burning)
- 2008: Australia

## Auszeichnungen
- 1978: AFI Award für The Chant of Jimmie Blacksmith
- 1982: AFI Award für Goodbye Paradise
- 1995: AFI Award für Hotel Sorrento
- 1996: AFI-Award-Nominierung für Brilliant Lies
- 1998: AFI-Award-Nominierung für In the Winter Dark
- 2003: AFI-Award-Nominierung für After the Deluge
- 2004: AFI-Award-Nominierung für All Saints
- 2005: AFI Longford Lifetime Achievement Award